# Scott McNealy

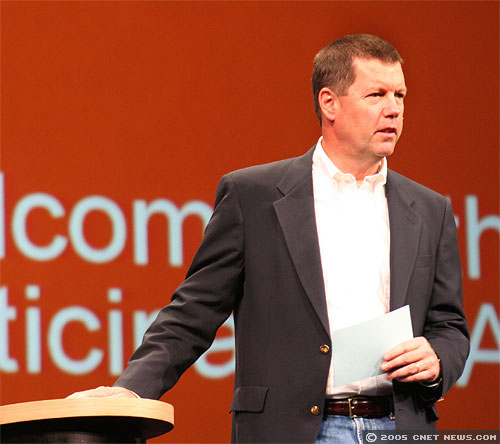
Scott McNealy in 2005

Scott McNealy (Columbus, 13 november 1954), is een Amerikaanse zakenman. McNealy is medeoprichter van Sun Microsystems in 1982 samen met Vinod Khosla, Andy Bechtolsheim en Bill Joy, en was CEO van het bedrijf van 1984 tot 2006.
McNealy behaalde een Bachelor of Arts in economie aan Harvard en een MBA aan de Stanford Graduate School of Business.
In 1982 werd hij benaderd door voormalige studiegenoot Vinod Khosla om te helpen bij het oprichten van Sun Microsystems. Sun maakte samen met bedrijven als Apple Inc., Silicon Graphics, 3Com en Oracle Corporation deel uit van een golf van succesvolle start-ups in Silicon Valley in het begin en midden van de jaren tachtig. In 1984 nam McNealy de positie van CEO over van Khosla, die het bedrijf uiteindelijk in 1985 zou verlaten.
Op 24 april 2006 trad McNealy terug als CEO nadat hij die functie gedurende 22 jaar vervuld had. Hij werd opgevolgd door Jonathan I. Schwartz. McNealy bleef wel voorzitter van de raad van bestuur tot de overname door Oracle Corporation in 2010.
In 2010 werd hij mede-oprichter en CEO van Wayin, een bedrijf dat merken helpt om interactieve digitale marketingcampagnes te publiceren. Wayin fuseerde in 2016 met EngageSciences en in mei van dat jaar trad McNealy af als CEO. In juli 2019 werd Wayin overgenomen door Cheetah Digital.